# Stragona
Stragona (altgriechisch Στραγόνα) ist ein Ortsname, der in der Geographia des Claudius Ptolemaios als einer der im Innern der Germania magna nördlicher im Osten liegenden Orte (πόλεις) mit 39° 20′ bzw. 39° 40′ Länge (ptolemäische Längengrade) und 51° 40′ Breite angegeben wird. Stragona liegt damit nach Ptolemaios zwischen Lougidounon und Limios alsos. Wegen des Alters der Quelle kann eine Existenz des Ortes um 150 nach Christus angenommen werden.
Bislang konnte der Ort nicht sicher lokalisiert werden. Ein interdisziplinäres Forscherteam um Andreas Kleineberg, das die Angaben von Ptolemaios neu untersuchte, lokalisiert zurzeit Stragona anhand der entzerrten antiken Koordinaten beim heutigen Görlitz in Sachsen.